# Anna cieszyńska (księżna lubińska)
Anna cieszyńska (ur. 2 poł. XIV w., zm. między 1403 a 1420) – księżniczka cieszyńska i księżna lubińska z dynastii Piastów.
Córka księcia cieszyńskiego Przemysława I Noszaka i Elżbiety, córki księcia bytomskiego Bolesława. Żona księcia lubińskiego Henryka IX. Matka książąt: Ruperta II, Wacława i Ludwika III.
Przed 20 września 1396 Anna zawarła związek małżeński z Henrykiem IX. 29 września 1396 nowo poślubiony małżonek razem z dziadem Ludwikiem I i ojcem Henrykiem VII potwierdzili odbiór posagu Anny, który wyniósł 2000 grzywien. W zamian książęta brzescy jako oprawę wdowią zapisali jej Kluczbork, Byczynę i Wołczyn, a także połowę czynszów z Brzegu, Wierzbna i Oławy.
Z małżeństwa Anny i Henryka urodziło się sześcioro dzieci – trzech synów (Rupert, Wacław i Ludwik) i trzy córki (Katarzyna, Anna i Jadwiga). Synowie po śmierci ojca w 1420 podzielili jego ziemie między siebie, Katarzyna 1 sierpnia 1423 poślubiła hrabiego von Lindow Albrechta III, lecz w niespełna rok po tym zmarła, informacje dotyczące Anny są nieznane, natomiast Jadwiga została oddana do zakonu cysterek w Trzebnicy.
Zarówno data śmierci Piastówny jak i miejsce jej pochówku nie są znane.